# 河内長野市立西中学校
河内長野市立西中学校（かわちながのしりつにしちゅうがっこう）は、大阪府河内長野市にある公立中学校。

## 沿革
- 1978年　開校

本校開校により河内長野市立高向中学校が廃校となり、河内長野市立長野中学校の学区の一部が本校学区となり該当の生徒が本校に転入または入学となった。

## 通学区域
- 天野小学校と高向小学校の通学区域[1]。

## 交通
- 南海高野線および近鉄長野線　河内長野駅から南海バス天野山線「光明池駅行き（1系統）」「槙尾中学校前行き（2系統）」「サイクルセンター行き（4系統）」「天野山行き（特4系統）」のいずれかに乗車し、「広野」バス停下車徒歩約5分。

## 出身者
- 豊田兼彦（大阪大学教授）
- 樋井明日香（HINOIチーム）